# Hermann Rosenthal
Hermann Rosenthal (* 18. Januar 1837 in Magdeburg; † 11. Juni 1896 in Berlin) war ein deutscher Schriftsteller und Lyriker.

## Leben
Hermann Rosenthal war der Sohn des Kaufmanns Ludwig Rosenthal, der eine Veranlagung für Sprachen und Musik in seinem Sohn weckte. Nach dem frühen Tod des Vaters, 1849, bestimmte sein Vormund, dass Hermann Rosenthal ebenfalls den Beruf eines Kaufmanns erlernen sollte und er wurde hierzu nach Berlin gesandt. Nach Beendigung der Ausbildung blieb er in Berlin, betätigte sich dann jedoch als Schriftsteller.
Am 11. Januar 1860 heiratete er Auguste (geb. Quinckhardt); gemeinsam hatten sie mehrere Kinder.
Rosenthals Schaffen war breitgefächert, es umfasste Lustspiele und Humoresken, Theaterstücke, Romane und ein Epos.
1870 schuf er das Schauspiel Adonis, das auf sechs großen und mehreren kleineren Bühnen aufgeführt wurde; im selben Jahr schrieb er die Tragödie Enghien und das Schauspiel Incognito. Dem folgten 1871 das Schauspiel Das Vaterland ruft, 1875 I und 1877 das Drama Dalmar.
Rosenthal schrieb 1887 das satirische Epos Fraubenlob und mit Lerches wilde Geschichten veröffentlichte er im selben Jahr seine gesammelten Humoresken und Satiren sowie 1894 mit Der keusche Joseph einen Roman und mit Ein Kuß ein Lustspiel.
Am 11. Juni 1896 verstarb er in Berlin und wurde dort auf dem Alten Zwölf-Apostel-Kirchhof beigesetzt.

## Schriften (Auswahl)
- 1870: Adonis
- 1870: Enghien
- 1870: Incognito
- 1871: Das Vaterland ruft
- 1877: Dalmar[3][4]
- 1887: Fraubenlob, Berlin
- 1887: Lerches wilde Geschichten
- 1894: Der keusche Joseph
- 1894: Ein Kuß